# Burgas-See
Der Burgas-See (bulgarisch Бургаско езеро) liegt inmitten und westlich der Stadt Burgas. Er trug bis 1942 den Namen „Waja“ (bulgarisch Вая). Der Burgas-See ist der größte natürliche See in Bulgarien. Er ist ein Liman und liegt auf dem östlichen Nord-Süd-Migrationsweg der Zugvögel, der Via Pontica. Er ist an drei Seiten von der Stadt Burgas umgeben. Seine Länge beträgt 9,6 km, die Breite 4,5 km. Die Wasserfläche des Sees ist 27,6 Quadratkilometer. Der Burgassee hat eine durchschnittliche Tiefe von 0,7 m und eine Maximaltiefe von 1 m.

## Der Burgas-See
Der Burgas-See ist im Osten vom Schwarzen Meer durch die schmale Nehrung Kumluka getrennt, auf der sich ein Teil der Industriezone Süd und die Burgasser Viertel Pobeda und Akaziite befinden. 
Im südlichen Teil gab es in früheren Jahrhunderten eine Verbindung zum Mandra-See, die der Stadtentwicklung gewichen ist. Heute ist der Burgas-See durch einen Kanal mit dem Schwarzen Meer am Ende durch eine Schleuse verbunden. Am Süden des Sees liegt das Stadtviertel Gorno Eserowo. Im nördlichen Teil grenzt der See an die Stadtviertel Dolno Eserowo und Slawejkow. 
Im westlichen Teil münden die Flüsse Lijtoska, Sandardere und Tschukarska. Das Wasser ist leicht salzig. Das Ufer des Sees ist umgeben von einem grünen Ring aus Schilf. In diesem Teil wurde zuerst ein Naturschutzgebiet eingerichtet, dass heute den Ganzen See umfasst. 1989 wurde der Serr von BirdLife International als Important Bird Area eingestuft. 1998 wurde der See in der CORINE-Liste aufgenommen und 2003 in der Ramsar-Liste.

## Geschichte

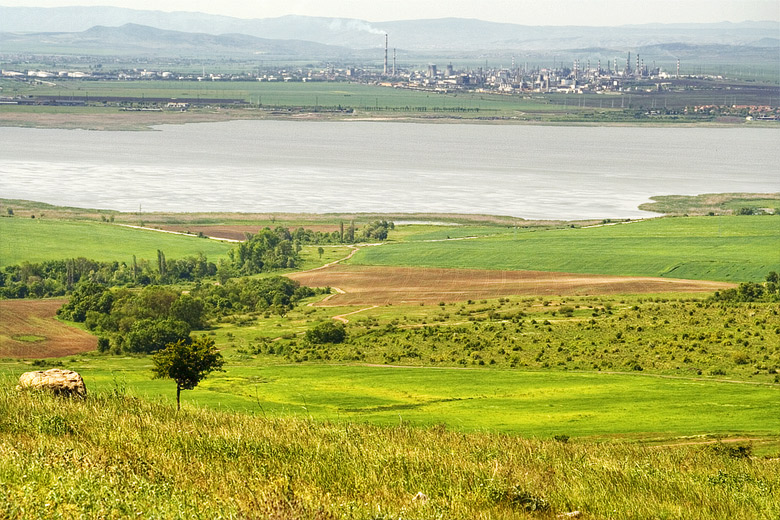
Der Burgassee mit der Neftochim-Raffinerie im Hintergrund

Bis in den 1950er-Jahren war der Burgassee gemeinsam mit dem Mandra-See für seinen Fischreichtum berühmt und wurde wirtschaftlich genutzt. Vor allem hier entwickelte sich in den Jahrhunderten die Fischereiindustrie Bulgariens. Nach dem Bau der Ölraffinerie Neftochim wurde der See stark verschmutzt und das ökologische Gleichgewicht gestört. In den letzten Jahren, vor allem nachdem die Seen zu Naturschutzgebieten erklärt wurden, änderte sich die Lage. Heute ist wieder, dank des erholten Fischbestands, Fischfang möglich.

## Flora und Fauna
Der Burgas-See ist ein Süßwassersee und besitzt einen großen Reichtum an Tier- und Pflanzenwelt.

### Fauna
Im See leben 25 Fischarten, 245 Vogelarten und 60 Arten von wirbellosen Tieren. 671 der Vogelarten sind im Roten Buch Bulgariens verzeichnet.